# Able Archer 83
Able Archer era il nome in codice di un'esercitazione annuale della NATO durante la quale era simulata un'escalation culminante con il passaggio al livello di allerta DEFCON 1 e un conseguente fittizio attacco nucleare contro l'Unione Sovietica.
L'esercitazione tenutasi nel 1983, dal nome in codice di Able Archer 83, introdusse una serie di nuovi elementi non previsti negli anni precedenti tra cui un nuovo format per le comunicazioni, dei periodi prolungati di silenzio radio e persino la diretta partecipazione di diversi capi di Stato. L'aumento del realismo nell'edizione dell'83, unito a un periodo di crescenti tensioni tra le due superpotenze, portò diversi membri del Politburo del Comitato centrale del PCUS e delle forze armate sovietiche a sospettare che l'esercitazione rappresentasse una copertura per un imminente e reale attacco contro l'Unione Sovietica. Conseguentemente le forze aeree e missilistiche in Polonia e Germania Est furono messe in stato di massima allerta e diversi bombardieri furono caricati con armi nucleari, per poter rispondere immediatamente a un possibile attacco occidentale. Le tensioni tra i due blocchi cessarono solo con la fine dell'esercitazione, terminata regolarmente dopo i cinque giorni previsti.

## Preludio dell'esercitazione NATO

### L'operazione RJaN

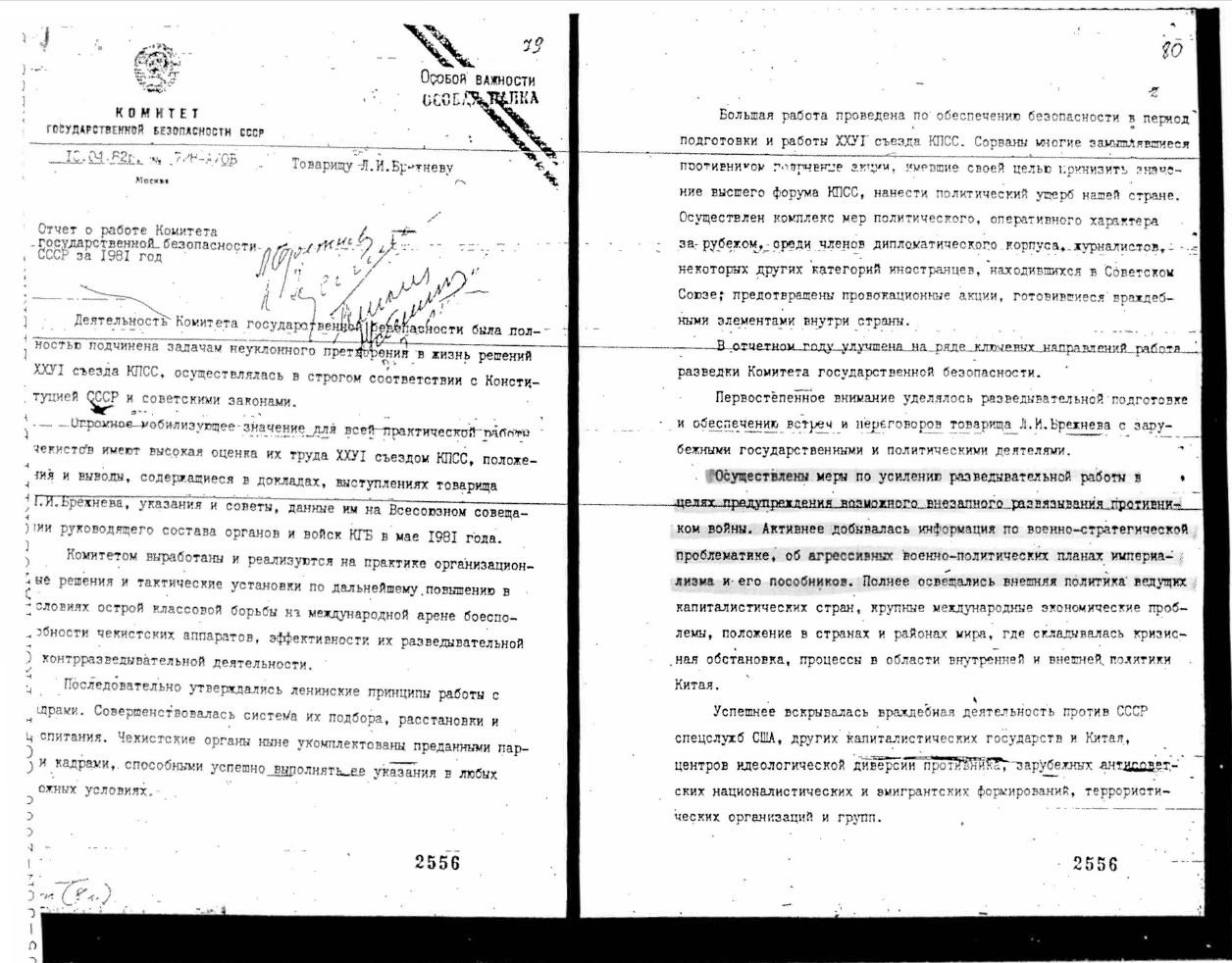
Nel 1981 un rapporto del KGB riferì che quest'ultimo stava "attuando misure per rafforzare il lavoro dell'intelligence atto a contrastare un'eventuale azione di guerra improvvisa." Per fare questo, il KGB "ha ottenuto attivamente informazioni su questioni strategiche e militari e piani politici dell'imperialismo [degli Stati Uniti] e dei suoi complici" e "migliorato la pertinenza e l'efficacia delle sue capacità di intelligence." (dal National Security Archive).

L'episodio che accentuò la tensione tra USA e URSS agli inizi degli anni '80, si verificò in una riunione del maggio 1981 a cui parteciparono le più alte sfere della politica e dell'esercito sovietici. In quella sessione il Segretario generale del Partito Comunista, Leonid Il'ič Brežnev e il capo del KGB, Jurij Vladimirovič Andropov, dichiararono che gli Stati Uniti stavano preparando segretamente la guerra. Per combattere questa minaccia, Andropov annunciò che il KGB e il GRU avrebbero incominciato l'operazione RJaN, in russo acrononimo di attacco missilistico nucleare (Ракетное Ядерное Нападение). L'Operazione RJaN fu la più grande e completa raccolta di dati da parte dell'intelligence nella storia sovietica, in tempo di pace. Agenti all'estero sono stati in seguito accusati di monitorare le figure politiche e militari che avrebbero potuto decidere di lanciare un attacco nucleare, il servizio e il personale tecnico che avrebbero dovuto attuare l'attacco, e le strutture da cui l'attacco sarebbe provenuto. Con tutta probabilità, l'obiettivo dell'operazione RJaN era quello di scoprire il primo intento di un attacco nucleare e quindi prevenirlo.

### Operazioni psicologiche degli USA

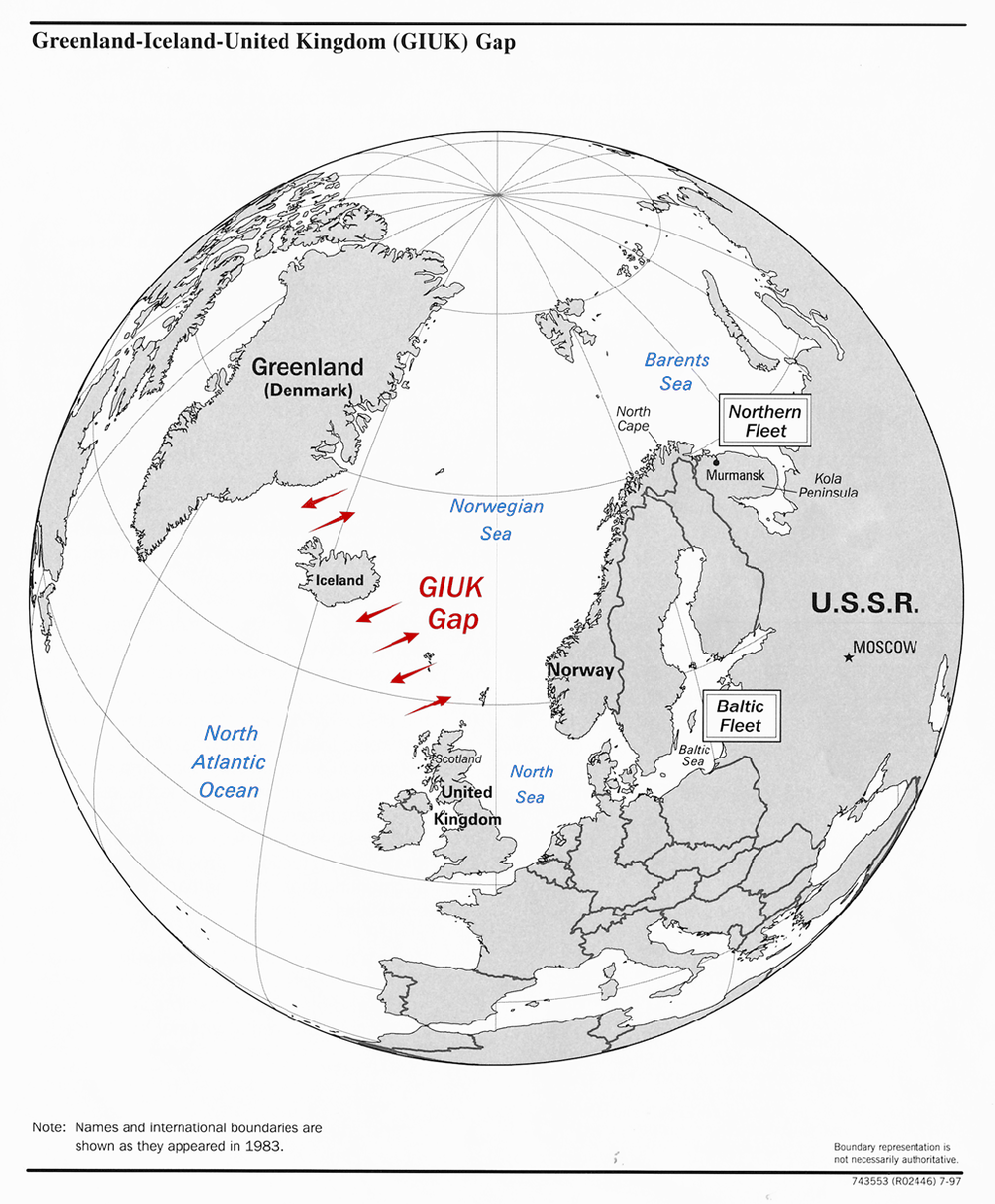
Nella cartina viene mostrato come il comando della NATO avrebbe chiuso il GIUK gap nell'Atlantico

Le operazioni psicologiche da parte degli Stati Uniti ebbero inizio a metà febbraio 1981 e proseguirono a intermittenza fino al 1983. In queste furono incluse una serie di esercitazioni navali clandestine nei pressi del GIUK gap (ossia il varco marittimo Groenlandia - Islanda - Regno Unito), presso il Mare di Barents, norvegese, e anche nel Mar Nero e nel Mar Baltico, a dimostrazione di come disporre le navi della NATO per chiudere il GIUK contro un'eventuale invasione e come queste sarebbero potute arrivare fino alle basi militari sovietiche di capitale importanza.
Nel corso dell'esercitazione navale "FleetEx 83", secondo Taylor Downing, i jet americani penetrarono fino a 20 miglia nello spazio aereo sovietico, causando proteste ufficiali. Dopo questa esercitazione, Andropov diede l'ordine di abbattere ogni veicolo non identificato che fosse entrato nello spazio aereo sovietico, causando quello che sarà l'incidente del KAL 007, che inasprirà notevolmente la tensione tra i due blocchi.
Queste tentate penetrazioni nello spazio aereo sovietico furono progettate per testare la vulnerabilità dei radar sovietici, dimostrare la capacità degli Stati Uniti in un'eventuale guerra nucleare e, come sostenuto nel documento "American Cryptology during the Cold War" dell'NSA, "indurre alla paranoia".

### Corsa agli armamenti degli Stati Uniti
Durante la presidenza di Ronald Reagan, gli Stati Uniti ebbero un atteggiamento risoluto nei confronti dell'Unione Sovietica e arrivarono a eguagliare e a superare le capacità strategiche e militari sovietiche. La rigorosa attenzione dell'amministrazione Reagan su questo obiettivo, portò alla creazione della più grande macchina bellica che gli Stati Uniti ebbero in tempi di pace. Il 23 marzo 1983 Reagan annunciò uno dei componenti più ambiziosi e controversi di questa strategia, la Strategic Defense Initiative (soprannominata "Star Wars" da parte dei media e critici). Mentre Reagan descrisse l'iniziativa come una rete di sicurezza contro la guerra nucleare, i leader dell'Unione Sovietica la videro come una nuova corsa agli armamenti. Jurij Vladimirovič Andropov, che era diventato segretario generale dopo la morte di Breznev nel novembre 1982, criticò Reagan per "aver ideato nuovi piani su come scatenare una guerra nucleare nel migliore dei modi, con la speranza di vincere".

## L'esercitazione
La simulazione ebbe inizio il 2 novembre 1983, controllata dal Supreme Headquarters Allied Powers Europe con sede a Casteau, a nord della città di Mons.
La natura molto "realistica" dell'esercitazione del 1983 assieme al deteriorarsi della situazione della guerra fredda tra gli Stati Uniti e l'Unione Sovietica, oltre all'arrivo anticipato dei missili Pershing II nella Germania Ovest (missili armati di testata nucleare a guida radar molto precisa, in grado di colpire i bunker di comando sovietici in soli 8 minuti), fece credere ad alcuni componenti del Politburo sovietico che Able Archer 83 fosse un'astuzia militare, che agiva come cortina fumogena mascherando preparazioni per un autentico primo colpo nucleare. In risposta, i sovietici allertarono le loro forze nucleari e misero tutte le unità aeree nella Germania Est e nella Polonia in stato di massima allerta, spostandovi anche alcuni bombardieri nucleari a medio raggio (Tu-22M Backfire, Tu-22 Blinder e Su-24 Fencer).
L'esercitazione includeva un nuovo codice di criptazione delle comunicazioni, silenzi radio, partecipazione diretta dei governi membri della NATO e simulazione dello stato di DEFCON 1.

## Giudizio storico
La relativamente sconosciuta crisi Able Archer 83 è considerata dagli storici come uno dei momenti di maggior tensione e di prossimità a una possibile guerra nucleare dopo la crisi dei missili di Cuba. La simulazione tuttavia terminò con un giorno d'anticipo, l'11 novembre, senza che l'URSS reagisse realmente, evitando una possibile nuova guerra mondiale.